# Delta (fribrottare)
Delta, född 27 augusti 1985 i Monterrey i Nuevo León, är en mexikansk luchador (fribrottare). 
Han brottades i Consejo Mundial de Lucha Libre, vanligtvis förkortat som "CMLL" mellan 2007 och 2016. År 2016 lämnade Delta CMLL och brottas numera i mindre mexikanska förbund i norra Mexiko.
Delta bär en mask när han brottas, enligt traditioner inom Lucha libre. Hans riktiga namn är inte känt av allmänheten.